# Ема Голдман
Ема Голдман (хебр. אמה גולדמן, енгл. Emma Goldman; Ковно, 27. јун 1869 — Торонто, 14. мај 1940) је била анархисткиња и социјални филозоф. Она је одиграла је кључну улогу у развоју анархистичке политичке филозофије у Северној Америци и Европи у првој половини 20. века.
Рођена у Ковну, Литванија (тада у саставу Руског царства), у православној литванској јеврејској породици, Голдманова је емигрирала у Сједињене Државе 1885. године. Привучена анархизмом након афере Хејмаркет у Чикагу, Голдманова је постала писац и реномирани предавач о анархистичкој филозофији, правима жена и друштвеним питањима, привлачећи хиљаде људи. Она и анархистички писац Александар Беркман, њен љубавник и доживотни пријатељ, планирали су да убију индустријалца и финансијера Хенрија Клеја Фрика као чин пропаганде тог дела. Фрик је преживео покушај убиства 1892. године, а Беркман је осуђен на 22 године затвора. Голдманова је неколико пута затварана у годинама које су уследиле, због „подстицања на нереде” и незаконитог ширења информација о контроли рађања. Године 1906, Голдманова је основала анархистички часопис Мајка Земља.
Године 1917, Голдманова и Беркман су осуђени на две године затвора због завере да „подстакну особе да се не региструју“ за новопостављену регрутацију. Након пуштања из затвора, ухапшени су — заједно са још 248 других — у такозваним Палмеровим рацијама током Првог црвеног застрашивања и депортовани у Русију у децембру 1919. У почетку подржавајући Октобарску револуцију у тој земљи која је довела бољшевике на власт, Голдманова променила своје мишљење након Кронштатске побуне; осудила је Совјетски Савез због насилне репресије независних гласова. Напустила је Совјетски Савез и 1923. године је објавила књигу о својим искуствима, Моје разочарање у Русији. Док је живела у Енглеској, Канади и Француској, написала је аутобиографију под називом Живећи мој живот. Објављена је у два тома, 1931. и 1935. Након избијања Шпанског грађанског рата, Голдманова је отпутовала у Шпанију да подржи тамошњу анархистичку револуцију. Умрла је у Торонту, Канада, 1940. године, у 70. години.
Током свог живота, поштоваоци су Голдманову називали слободоумном „женом бунтовницом“, а клеветници су је осуђивали као заговорницу политички мотивисаног убиства и насилне револуције. Њено писање и предавања обухватали су широк спектар питања, укључујући затворе, атеизам, слободу говора, милитаризам, капитализам, брак, слободну љубав и хомосексуалност. Иако се удаљила од феминизма првог таласа и његових напора за право гласа жена, развила је нове начине укључивања родне политике у анархизам. После деценија опскурности, Голдманова је стекла статус иконе током 1970-их оживљавањем интересовања за њен живот, када су феминистички и анархистички научници поново покренули интересовање јавности.

## Биографија
Ема Голдман је рођена у јеврејској четврти Ковна у Русији, данас Литванији, 27. јуна 1869. Међу успоменама на детињство јесте и сведочење о насиљу над женама и децом, угњетавање сељака од стране земљопоседника, гетоизација Јевреја, који су често били присиљени да се селе у потрази за послом, те бескрајни низ ситних корумпираних службеника који изнуђују мито од беспомоћног народа. Њен породични живот није био једноставан. Свом оцу, кога описује као “ноћну мору свога детињства”, била је омиљени повод за честе провале беса. Њена мајка, која је умела да речито и уверљиво говори у име младића које је руска војска хтела да регрутује, била је емоционално удаљена од своје деце и често депресивна.
Са тринаест година заједно са породицом сели се у јеврејски гето Санкт Петербурга, где је атмосфера била наелектрисана идејом револуције. Руски популисти и нихилисти запалили су њену машту и усадили јој веру да се неправди може и мора супротставити. Као горљива читатељка, Ема Голдман је упијала забрањене романе и политичке трактате, а узор је открила у младим женама оданим револуцији. Очајнички је желела да помогне у стварању новог света једнакости, правде и породичног склада.
Њен отац није делио такву визију њене будућности, већ је био одлучан да је младу уда и да је присили да води конвенционалан живот. Његови напори да јој, са петнаест година, осигура веридбу, убрзали су њен бег од куће. Она и њена старија сестра из Русије беже у Америку. Пуна оптимизма Ема Голдман долази у нову земљу, за коју је веровала да ће јој омогућити бег од традиционалних препрека женској слободи, тако јаких у стварном свету. Године 1885. заједно са рођацима, насељава се у јеврејском гету у Рочестеру, у држави Њујорк. Нажалост, открила је да се породични живот у јеврејском гету Рочестера и мукотрпан рад у фабрици текстила не разликују битно од оног што је оставила за собом у Русији. Тражећи нову слободу интимног живота у Америци, Ема Голдман се убрзо заљубљује у фабричког радника и одлучује да се уда за њега.
Године 1886. један шокантан политички догађај мења јој живот. Да би се супротставили бруталном гушењу штрајка у фирми Макормик Харвестер, раднички и радикални активисти одржавају масовни митинг на тргу Хејмаркет у Чикагу. Експлодирала је бомба, која је усмртила седам полицајаца и ранила многе демонстранте у гужви. За тај инцидент је оптужено осам анархиста, седам на смрт вешањем и један на петнаест година затвора. Иако су докази на суђењу били неодрживи и непотпуни, четворица оптужених су погубљени (остали су помиловани неколико година касније). Када је сазнала за политичко суђење и уверења анархиста, одмах је препознала сличности између њихових идеја и идеја руских популиста. Почела је да чита све што је о анархизму могла пронаћи. Свесно је одлучила да свој живот посвети идеалима анархизма, како би доказала да порука мученика са трга Хeјмаркет није умрла заједно са њима.
Како се кристалишу њене политичке идеје, тако наступају промене и у њеном приватном животу. Прихвативши стигме развода, Ема Голдман напушта мужа и креће у нови живот, најпре у Њу Хејвен, а потом у град Њујорк. Годину дана касније, живи у комуни са осталим руским анархистима, међу којима је и њена прва велика љубав и доживотни сапутник, Александар Беркман. Двадесетогодишња идеалисткиња убрзо постаје истакнута чланица емигрантске анархистичке заједнице Њујорка.
Та новонастала стабилност поткопана је 1892. када је Хенри Клеј Фрик из компаније Карнеги Стил изазвао крвави сукоб са радницима током штрајка у фабрици Кернеги у Хомстеду, Пенсилванија. Беркман и Голдманова одлучују да узврате: Беркман одлази у Хоумстед да убије Фрика, да би свету показао да насиље изазива насиље и да радници више неће прихватати бруталност власника капиталистичких фабрика. Тај чин је одјекнуо – Беркман је ранио Фрика, али га није убио. Одслужио је казну од четрнаест година затвора, не као херој радничке класе, већ као катализатор поновног оживљавања страха од анархиста у читавој нацији. Недовољни докази за саучесништво при покушају убиства Фрика спасили су Ему Голдман од затвора, но њену опште познату везу с Беркманом штампа је искористила и направила сензационалистички портрет “Црвене Еме”, страшног демона необуздане сексуалности и насиља.
Та насилна слика поново је на снази 1901, када је на председника Вилијама Макинлија извршио атентат Леон Чолгош, тврдећи да је анархиста који делује под утицајем Еме Голдман. Иако није познавала младића, који је очигледно слушао неко од њених предавања, сместа је ухапшена као саучесница у злочину. Стигма те повезаности била је толико јака да је, чак и након што је због недостатка доказа пуштена, прошло још неколико година пре но што се са сигурношћу смела појављивати у јавности под властитим именом. Но чак и тада, изазивала је судбину настављајући да се појављује на одабраним састанцима. До тренутка када се поново појавила у јавности, њена су предавања имала предзнак сумње у ефикасност тактика индивидуалних чинова политичког насиља, с једним позивом публици: молила их је да се одупру склоности одбацивања политичких затвореника чије се тактике можда разликују од њихових. На темељу свог све чвршћег уверења да је “најнасилнији елемент друштва незнање”, оснива политички и књижевни часопис Мајка Земља (Mother Earth), који је излазио од 1906. до 1917. Часопис није био само форум анархистичких идеја и новости о међународним кретањима, већ и прилика за објављивање песничке и драмске критике. Упознавао је своје претплатнике с драматурзима попут Ибзена, Стриндберга и Шоа, те политичким илустраторима и уметницима попут Мен Реја. Часопис се дистрибуирао и изван Америке. Како је растао међународни углед Еме Голдман, тако се постепено Европом ширио и утицај часописа и његова читалачка публика.
Ема Голдман проширила је свој утицај у САД преко националне предавачке турнеје, одржане у име часописа. Готово 10 година, од 1908. до 1917, на путовањима јој је помагао шармантни и екстравагантни менаџер, доктор Бен Рејтман. Ема и Бен прокрстарили су земљом појављујући се пред све бројнијом публиком, која је желела да зна све о њеним политичким и друштвеним изазовима, ценећи подршку коју је пружала свим тадашњим локалним радничким и политичким биткама. На пример, на турнеји 1910. године Ема је говорила 120 пута за 25 000 људи, у 37 градова у 25 држава.
Њени говори су били разноврсни и о разноликим темама. За њу није било неуобичајено да једно вече говори о “посредничком полу: расправа о хомосексуалности”, а следеће о “друштвеној вредности модерне драме”. Ценећи књижевност и драму као моћне покретаче за буђење друштвених промена, посебно по питању пола и рода, Ема је прихватила изазов и покушала да скрене пажњу и образује америчку јавност о важности модерне европске и руске драме. Сматрала је да је образовање процес који траје читав живот, те да јавне школе често из свог програма искључују провокативне расправе које доводе у питање статус кво. Као представница покрета Савремена школа (Modern School), који се залагао за независност и креативност, често је тврдила да су школе под покровитељством државе “за дете исто што и затвор за оптуженика, касарна за војнике, места на којима се користе сва средства да се сломи воља детета, те да га се обликује, меси и гњечи у нешто сасвим страно себи самом”.
То њено веровање у важност ширења искуства појединца имало је посебног значаја за жене. Ема Голдман биће упамћена због свог пионирског рада на ослобађању жена, утврђивању контроле зачећа као основног елемента у већој бици за сексуално и економско ослобађање жена. Ема Голдман је веровала да је закон који женама онемогућава приступ средствима контроле рађања симптом опште друштвене и економске неправде, као и посебан вид тлачења жена. Била је политичка менторка младе Маргарет Сангер, премда се она на крају раздвојила од Еме Голдман, усредсредивши се на један прагматични циљ, добијање законског права дистрибуције информација о контроли рађања. Ема Голдман наставила је да инсистира на свом ставу да је битка за женску контролу над својим телом тек део шире борбе против социјалних, економских и политичких разлога који подстичу и одржавају неједнакост.
То није једина прилика у којој се Ема Голдман разилазила с осталим феминисткињама свога доба. Критиковала је и женски покрет сифражеткиња, које су тврдиле да је гласање најбоље средство које може осигурати једнакост жена, указујући на то да право гласа неће на прави начин одговорити на питање ослобођења жена из радничке класе, нити ће осигурати бољи облик владавине.
Ема Голдман је речито говорила о политичким димензијама приватног живота и жене из круга сифражеткиња и изван њега окупљале су се на њеним предавањима. Посебно је било занимљиво њено предавање “Љубав и брак”, у коме је, у односу на положај жене, анализирала и уобличила ослобађајући потенцијал слободне љубави насупрот крутим аспектима брачног живота. Као анархисткиња надала се да ће пружити живи пример својих идеала. Но, приватно је патила, исцрпљујући се сумњама да је њен властити љубавни неуспех разлог због кога не заслужује да буде гласница те поруке. Страствена писма написана за време љубавне приче са менаџером Бен Рејтманом, откривају тамна осећања љубоморе, која су настала истовремено са речитим говорима за говорницом о потрошном учинку који посесивност има на љубав. Слично је писала Бену и о својој чежњи за сигурношћу и одмором, док је истовремено постала симбол и носилац потпуне независности жене. Њене унутрашње сумње и страхови нагнали су је да напише Бену да, ако остане “покорни роб љубави”, поднеће “оптужбу пред судом свог властитог разума”.
Њена речитост о темама из приватног живота и његовим везама са политичким и друштвеним снагама делимично су кључ њене популарности. Осетивши претњу њене анархистичке политике, њене моћи уверавања у расправама о темама које су често биле сматране табуом, полиција и локалне власти често су забрањивали њена предавања. Нужно је уследила расправа о слободи говора. Њено неуморно наглашавање критичке важности права на слободу говора у демократском друштву на послетку је утрло пут примени права наведених у Првом амандману (мисли се на амерички устав). Рушећи огромне препреке на путу ка слободи говора, Ема Голдман је платила за своје принципе. Већину свог живота као одрасла провела је под надзором, безброј је пута ухапшена и затварана, а последњих 18 месеци у Америци провела је у затвору под оптужбама. Њена најдужа затворска казна била је директна последица организованих напора против недобровољног регрутовања младића у војску. Неколико недеља пошто је Америка ушла у Први светски рат, Ема Голдман и њен стари пријатељ Александар Беркман помогли су у организовању Лиге против регрутације, за образовање и охрабривање приговарача савести. Раније се Ема Голдман противила америчкој експанзији у шпанско-америчком рату, те је осуђивала британски империјализам у боерском рату, но патриотска грозница која је пратила Први светски рат стварала је озбиљну нетолерантност према неистомишљеницима, сматрајући такво противљење рату “јасном и опасном претњом” нацији. Осуђени су на две године затвора, уз могућност депортације након пуштања. Уплашена радничким покретом након Првог светског рата и све чешћим бомбашким нападима, Вилсонова администрација се организовала против најосетљивијих и најнапреднијих организација. Тек што је пуштена из затвора 27. септембра 1919, Ему је поново ухапсио млади Џ. Едгар Хувер, директор обавештајне службе Министарства правосуђа. Пишући извештај и градећи парницу против Еме Голдман, Хувер је у сенци роварио како би уверио судство да јој одузму право држављанства и да је депортују. Двадесет првог децембра 1919. Ема Голдман, Беркман и још 247 радикала рођених изван Америке послати су у Совјетски Савез.
Уз изузетак кратке предавачке турнеје 1934. године, преосталу 21 годину живота Ема Голдман провела је изван Америке. Током тог раздобља живела је у Русији, Шведској, Немачкој, Француској, Енглеској, Шпанији и Канади, не успевајући да пронађе политички “дом” изван Сједињених Држава. Нигде се није осећала спутанијом него у родној Русији. Била је шокирана безобзирном ауторитарношћу бољшевичког режима, суровом опресијом над анархистима и непоштовањем личних слобода. Будући да је била међу првима који су гласно с левице критиковали Совјетски Савез, удаљила се од многих својих следбеника у Европи и Америци. Године 1920. састала се са Лењином, кога је испитивала о недостатку слободе говора и штампе у Совјетској Русији. Изгубивши све илузије о смеру којим се револуција кретала, Голдманова и Беркман најзад напуштају Русију.
Изгнана, лутајући од земље до земље, Ема се осећала спутаном и често депресивном. Током 20-их и 30-их година, борећи се за економско преживљавање, упуштала се и у разноврсне књижевне пројекте. Најзахтевнији производ тог раздобља самоиспитивања је њена дирљива аутобиографија на 1000 страница, “Живећи свој живот” (1931).
Ема Голдман имала је 67 година када је у јулу 1936. избио Шпански грађански рат. Када су шпански саборци затражили да води њихову енглеску пропагандну кампању, посећивала је колективизиране градове и фарме у Арагону и Леванту и била је одушевљена оним што јој се чинило да је почетак прве истинске анархистичке револуције. Пољуљана, али не и поражена Франковим тријумфом, почетком 1939. године Ема се сели у Канаду, где је последње године свог живота посветила осигуравању политичког азила за жене и децу избеглице из Шпаније, објављујући чланке о законским ограничењима слободе говора у Канади, те водећи кампање у име странаца радикала којима прети депортација у фашистичке земље.
Након њене смрти 14. маја 1940, амерички досељенички биро дозволио је да се њено тело пренесе у Сједињене Државе. Сахрањена је на гробљу Валдхејм у Чикагу, недалеко од анархиста с Хeјмаркета који су је толико инспирисали.

### Смрт
У суботу, 17. фебруара 1940. Голдманова је доживела мождани удар. Била је парализована на десној страни, и мада јој је слух био непромењен, није могла да говори. Како је то описао један пријатељ: „Само да помислим да је овде Ема, највећи говорник у Америци, неспособна да изговори ни једну реч.“ За три месеца се благо опоравила, примала је посетиоце и једном приликом показивала на свој адресар да би сигнализирала да би њен пријатељ ту могао пронаћи пријатељске контакте током путовања у Мексико. Доживела је још један мождани удар 8. маја и умрла је шест дана касније у Торонту, у доби од 70 година.
Америчка Служба за имиграцију и натурализацију дозволила је да се њено тело врати у Сједињене Државе. Сахрањена је на немачком гробљу Валдхајм (сада названо Форест Хоум гробље) у Форест парку, Илиноис, западном предграђу Чикага, у близини гробова погубљених после афере Хејмаркет. Вајарски рељеф на њеном гробном обележју израдио је вајар Џо Дејвидсон, а на камену је и цитат „Слобода се неће спустити до народа, народ се мора уздићи до слободе“.

### Хронологија догађаја у животу Еме Голдман
- 1869. Ема Голдман рођена је у Ковну, Литванија
- 1885. Ема емигрира у САД и досељава се у Рочестеру, Њујорк
- 1886. Бомбе на Хeјмаркету: на врхунцу борби за осмочасовни радни дан на полицију је бачена бомба на масовном протесту на тргу Хeјмаркет у Чикагу, у знак протеста против полицијског пуцања на штрајкаче у фабрици МекКормик Рипер Воркс дан раније. Премда починилац никада није откривен, осам анархиста оптужено је за убиство и проглашено кривима.
- 1887. Ема Голдман удаје се за Џејкоба Керснера и добија америчко држављанство. Несрећна је у браку и све је више привлачи анархизам. Исте године се растаје од Керснера.
- 1887. Погубљење четири анархиста с Хeјмаркета.
- 1889. Ема Голдман се сели у Њујорк.
- 1890. Њена прва предавачка турнеја, говори у Рочестеру, Бафалу и Кливленду.
- 1892. Хоумстед, ПА, штрајк челичане довео је до крвавог сукоба између штрајкача и Пинкертон детектива; саборац Еме Голдман, Александар Беркман, покушао је атентат на Хенриа Кларк Фрика, надзорника компаније Кернеги Стил, због чега је осуђен на 22 године затвора; Голдманова је осумњичена да је помогла у планирању атентата.
- 1893. Ема Голдман је осуђена због говора на демонстрацијама незапослених на Јунион Скверу у Њујорку. Окривљена је због помагања и учествовања у незаконитом окупљању и осуђена на годину дана затвора у Блеквел Ајланду, где је радила као болничарка за остале затворенике.
- 1894. Штрајк у железничкој компанији Пулман против отпуштања и смањења плата проширио се на многе западне железнице, након што су Пулманови штрајкачи послали захтев за подршком председнику америчког железничког синдиката Јуџину Дебсу; штрајк је прекинут судском интервенцијом федералних трупа против синдиката по наређењу председника Гроуер Кливленда.
- 1895. – 1896. Ема Голдман се званично школује за за болничарку у Бечу.
- 1898. Шпанско – амерички рат: Филипине, Порто Рико и Гуам Шпанија препушта победничким САД.
- 1901. Анархиста извршава атентат на председника Вилијама МекКинлија. Ема Голдман је неправедно осумњичена, ухапшена, задржана на испитивању и пуштена. Након тога мења име и одлази у илегалу како би избегла злостављање од стране јавности.
- 1903. Ема Голдман помаже при оснивању Лиге за слободу говора у Њујорку, као одговор на први судски прогон под федералним анти-анархистичким законом, који је анархистима забрањивао улазак у земљу.
- 1905. Оснивање Индустријских радника света (Industral Workers of the World – IWW).
- 1906. Часопис Мајка Земља оснива Ема Голдман и њени саборци; излазио је до 1917. године.
- 1906. Ема Голдман започиње годишњу турнеју предавања како би скупила новац за часопис, говорећи о широком распону тема, укључујући модерну европску драму, једнакост и независност жена, сексуалност и слободну љубав, васпитање и образовање деце и религиозни фундаментализам.
- 1906. Александар Беркман пуштен је из затвора.
- 1908. Еми Голдман одбијају коришћење аудиторијума у Чикагу за предавања; упознаје Бен Рејтмана, који јој нуди свој “Хобо Хал”. Бен постаје њен љубавник и менаџер предавачких турнеја.
- 1908. IWW-а битка за слободу говора у Мисурију, Монт. (Битке за слободу говора често су се дешавале у том раздобљу, када су локалне власти забрањивале јавна окупљања људима попут Еме Голдман и организацијама попут IWW-а, које су покушавале да на јавним трибинама изложе своје погледе).
- 1909. Битка за слободу говора IWW-а у Спокејну, Вашингтон.
- 1910. Објављен “Анархизам и други есеји” Еме Голдман
- 1911. У пожару у компанији Трајенгл Шртвејст у Њујорку погинуло 146 људи, углавном младих жена, јер су излази били закључани како би се спречио улазак синдикалним вођама у фабрику, те радници/е нису могли да изађу, због чега су многи били присиљени на смрт.
- 1912. Битка за слободу говора у Сан Дијегу; Бен Рејтмена противници злостављају и терају из града.
- 1912. Штрајк текстилаца у Лоренсу, Масс., који води IWW.
- 1913. IWW организује штрајк у Патерсону, Н. Ј., млинови Колорадо; штрајк рудара против ниских надница, опасних услова рада и доминације компанија над свим аспектима њихових живота. Изложба Армори Шоу у Њујорку први пут доноси модерну европску уметност америчкој публици; настаје јавни скандал.
- 1914. Објављује се књига Еме Голдман “Друштвена важност модерне драме”.
- 1914. Масакр у Ладлоу; национална гарда Колорада и осигурање рудника нападају насеље рудара штрајкача и њихових породица; међу мртвима су 2 жене и 11 деце. За узврат, рудари припремају оружану побуну, коју након 10 дана сламају федералне трупе.
- 1914. У Европи почиње Први светски рат.
- 1915. - 1916. Ема Голдман често држи предавања о контроли зачећа и неколико пута је ухапшена. Једном приликом је провела 15 дана у затвору због дистрибуције информација о контроли рађања.
- 1916. САД објављују рат Немачкој и тако улазе у Први светски рат. Федерална влада проглашава општу мобилизацију.
- 1916. Ема оснива Лигу против регрутације заједно с Беркманом, М. Еленор Фицџералд и Леонардом Аботом који се супростављају мобилизацији.
- 1916. Голдманова и Беркман оптужени и осуђени на 2 године затвора због уроте против мобилизације.
- 1916. Донешен закон о шпијунажи.
- 1918. Донешен закон о противдржавној делатности.
- 1918. - 1919. Ема служи казну у Државом затвору у Џеферсон Ситију, Мо; Беркман је у Федералном затвору у Атланти.
- 1919. Ема и Беркман су депортовани из Сједињених Држава са 247 других радикала странаца. (Њеног мужа је влада 1908. године лишила држављанства како би га и Ема изгубила. Закон о странцима из 1918. године предвиђа да странац у сваком тренутку након уласка у Сједињене Државе може бити депортован ако се установи да је анархиста.)
- 1919. - 1920. “Црвени ожиљак”; у САД нетолеранција и сумњичавост према странцима расте у послератним годинама, док бољшевици учвршћују своју победу у Русији стварајући страх од Светске револуције; врхунац наступа 1920. у Палмеровим рацијама, када су хиљаде радикала рођених ван Америке испитивани; многи од њих су депортовани.
- 1920. Потврђен 19. амандман Устава (који женама даје право гласа).
- 1920. Сако и Ванзети, двојица италијанских анархиста, ухапшени због убиства чланова осигурања плата у Масачусетсу; оптужени су сматрани жртвама, за то време типичног непријатељства према радикалима и странцима; тај је утисак био потврђен током суђења.
- 1920. - 1921. Ема и Беркман у егзилу у Совјетској Русији, где се супростављају бољшевичком ограничењу слободе говора и изражавања, нарочито сузбијању анархиста.
- 1921. Децембар; Ема и Беркман напуштају Русију.
- 1922. - 1924. Избеглиштво у Берлину, после кратког боравка у Стокхолму, Шведска.
- 1923. Ема објављује “Мој губитак илузија о Русији”
- 1924. - 1926. Ема живи у Лондону, пишући и одржавајући предавања о условима у Совјетској Русији и о модерној драми.
- 1926. - 1928. Ема живи у Канади. У Торонту пише и држи предавања о Русији, модерној драми и друштвеним питањима.
- 1927. Погубљење анархиста Сака и Ванзетија узрокује међународно негодовање.
- 1928. - 1936. Ема налази инспирацију за своје писање и заклон након предавачких турнеја у кући у Сен Тропеу у Француској, коју је за њу купила филантропкиња Пеги Гугенхајм.
- 1931. Ема објављује своју биографију “Живети свој живот”
- 1932. Ема држи предавања по Скандинавији и Немачкој о злу фашизма и успону нацизма.
- 1933. Ема Голдман је протерана из Холандије.
- 1934. Добила је улазну визу за Сједињене Државе за турнеју од деведесет дана.
- 1936. Болестан од рака, Беркман је извршио самоубиство.
- 1936. - 1938. Ема посећује Шпанију и придружује се лојалистима у Шпанском грађанском рату; касније отвара канцеларију у Лондону како би прикупила подршку за шпанске анархисте који се боре на страни лојалиста.
- 1939. Ема се након пораза шпанских лојалиста сели у Канаду како би прикупила новац за жене и децу избеглице из грађанског рата.
- 1940. Умире у Торонту, а сахрањена је у Чикагу, недалеко од осуђених са Хeјмаркета, који су је први надахнули 1887. године.

## Филозофија
Голдманова је опшироно говорила и писала о широком спектру питања. Иако је одбацила ортодоксност и фундаменталистичко размишљање, дала је важан допринос у неколико области модерне политичке филозофије.
На њу је утицало мноштво различитих мислиоца и писаца, укључујући Михаила Бакуњина, Хенрија Дејвида Тороа, Питера Кропоткина, Ралфа Волда Емерсона, Николаја Чернишевског и Мери Волстонкрафт. Још један филозоф који је утицао на Голдманову био је Фридрих Ниче. У својој аутобиографији, она је написала: „Ниче није био теоретичар друштва, већ песник, бунтовник и иноватор. Његова аристократија није била ни рођена ни од новчаника; то је био дух. У том погледу Ниче је био анархиста, и сви прави анархисти су били аристократе.“

### Анархизам
Анархизам је био централан у њеном погледу на свет, и она се сматра једном од најважнијих личности у историји анархизма. Први пут привучена током прогона анархиста након афере Хејмаркет из 1886. године, она је редовно писала и говорила у име анархизма. У насловном есеју своје књиге Анархизам и други есеји написала је:
Анархизам, дакле, заиста представља ослобођење људског ума од владавине религије; ослобађање људског тела од власти својине; ослобођење од окова и спутавања власти. Анархизам представља друштвени поредак заснован на слободном груписању појединаца у циљу стварања стварног друштвеног богатства; поредак који ће сваком човеку гарантовати слободан приступ земљи и потпуно уживање у животним потребама, према индивидуалним жељама, укусима и склоностима.
Емин анархизам је био изразито личан. Веровала је да је неопходно да анархистички мислиоци живе по својим уверењима, показујући своја уверења сваком акцијом и речју. „Није ме брига да ли је човекова теорија за сутра тачна“, написала је једном приликом. „Брига ме да ли је његов данашњи дух исправан.“ Анархизам и слободно удруживање били су њени логични одговори на границе државне контроле и капитализма. „Чини ми се да су то нови облици живота“, она је писала, „и да ће они заузети место старих, не проповедањем или гласањем, већ живећи по њима“.
У исто време, она је веровала да покрет у име људске слободе мора да се састоји од ослобођених људи. Док је једне вечери плесала међу колегама анархистима, сарадник ју је прекорио због њеног безбрижног држања. У својој аутобиографији, Голдманова је написала:
Рекала сам му да гледа своја посла, била сам уморна од тога да ми се покрет стално баца у лице. Нисам веровала да покрет који се залаже за леп идеал, за анархизам, за ослобађање и слободу од конвенција и предрасуда, треба да захтева порицање живота и радости. Инсистирала сам да наш покрет не може очекивати да се понашам као монахиња и да се покрет не претвара у клаустар. Ако је то значило то, нисам то желела. „Желим слободу, право на самоизражавање, свачије право на лепе, блиставе ствари.”

#### Тактичке употребе насиља
Голдманова је у својој политичкој младости сматрала да је циљано насиље легитимно средство револуционарне борбе. Она је у то време веровала да употреба насиља, иако је неукусна, може бити оправдана у односу на друштвену корист коју може остварити. Залагала се за пропаганду дела—аттентата или насиља које се спроводи да би се масе подстакле на побуну. Подржала је покушај свог партнера Александра Беркмана да убије индустријалца Хенрија Клеја Фрика, и чак га је молила да јој дозволи да учествује. Веровала је да су Фрикови поступци током Хоместедског штрајка за осуду и да ће његово убиство донети позитиван резултат за радне људе. „Да“, написала је касније у својој аутобиографији, „циљ је у овом случају оправдао средства“. Иако никада није дала експлицитно одобрење за атентат Леона Чолгоша на председника САД Вилијама Мекинлија, она је бранила његове идеале и веровала да су поступци попут његовог били природна последица репресивних институција. Како је написала у „Психологији политичког насиља”: „нагомилане снаге у нашем друштвеном и економском животу, које кулминирају чином насиља, сличне су ужасима атмосфере, који се манифестују у олуји и муњама.“
Њена искуства у Русији навела су је да квалификује њено раније веровање да револуционарни циљеви могу оправдати насилна средства. У поговору за Моје разочарање у Русију, она је написала: „Нема веће заблуде од веровања да су циљеви и сврха једно, док су методе и тактике нешто друго ... Средства која се користе постају, кроз индивидуалне навике и друштвену праксу, саставни део коначног циља..." У истом поглављу, Голдманова је потврдила да је "Револуција заиста насилан процес" и приметила да је насиље „трагична неизбежност револуционарних преокрета...” Неки су погрешно протумачили њене коментаре о бољшевичком терору као одбацивање сваке милитантне силе, али је Голдманова ово исправила у предговору првом америчком издању дела Моје разочарање у Русију:
Аргумент да су деструкција и терор део револуције не оспоравам. Знам да је у прошлости свака велика политичка и друштвена промена захтевала насиље. [...] Ропство црнаца би и даље могло бити легализована институција у Сједињеним Државама да није било милитантног духа Џона Брауна. Никада нисам порицала да је насиље неизбежно, нити то сада тврдим. Ипак, једно је користити насиље у борби, као средство одбране. Сасвим је друга ствар направити принцип тероризма, институционализовати га, доделити му највиталније место у друштвеној борби. Такав тероризам рађа контрареволуцију и сам постаје контрареволуционаран.
Голдманова није видела милитаризацију совјетског друштва као резултат оружаног отпора пер се, већ етатистичке визије бољшевика, пишући да је „безначајна мањина склона стварању апсолутне државе нужно вођена угњетавањем и тероризмом“.

### Капитализам и радништво
Голдманова је веровала да је економски систем капитализма некомпатибилан са људском слободом. „Једини захтев који власништво препознаје“, написала је она у Анархизму и другим есејима, „је његов сопствени прождрљиви апетит за већим богатством, јер богатство значи моћ; моћ покоравања, сламања, експлоатације, моћ поробљавања, згражавања, деградирања." Такође је тврдила да је капитализам дехуманизовао раднике, „претварајући произвођача у пуку честицу машине, са мање воље и одлуке од његовог господара челика и гвожђа.”
Првобитно противна било чему мањем од потпуне револуције, Голдманова је била изазвана током једног говора од стране старијег радника у првом реду. У својој аутобиографији, написала је:
Он ми је рекао је да разуме моје нестрпљење према тако малим захтевима као што су неколико сати мање дневно или неколико долара више недељно... Али шта су људи његових година могли да раде? Мало је вероватно да ће доживети коначно рушење капиталистичког система. Да ли су такође требали да се одрекну ослобађања од можда два сата дневно од омраженог посла? То је било све што су могли да се надају да ће видети остварено током свог живота.

### Држава
Голдманова је посматрала државу као суштинско и неизбежно оруђе контроле и доминације. Као резултат њених антидржавних ставова, Голдманова је веровала да је гласање у најбољем случају бескорисно и опасно у најгорем. Гласање је, написала је она, пружило илузију учешћа док је прикривало праве структуре доношења одлука. Уместо тога, Голдманова се залагао за циљани отпор у виду штрајкова, протеста и „директне акције против инвазивног, наметљивог ауторитета нашег моралног кодекса“. Задржала је став против гласања чак и када су многи анархосиндикалисти у Шпанији током 1930-их гласали за формирање либералне републике. Голдманова је писала да би све моћи анархиста које се користе као гласачки блок уместо тога требало да буду искоришћене за штрајк широм земље. Она се није слагала са покретом за право гласа жена, који је тражио право жена да гласају. У свом есеју „Женско бирачко право“, она исмејава идеју да би учешће жена улило демократској држави праведнију оријентацију: „Као да жене нису продале своје гласове, као да се жене политичарке не могу купити!“ Она се слагала са тврдњом суфражиста да су жене једнаке мушкарцима, али се није слагала да би само њихово учешће учинило државу праведнијом. „Претпоставити, дакле, да ће она успети да прочисти нешто што није подложно прочишћењу, значи приписати јој натприродне моћи.“ Голдманова је такође била критична према ционизму, који је видела као још један неуспели експеримент државне контроле.
Голдманова је такође била страствени критичар затворског система, критикујући третман затвореника и друштвене узроке злочина. Голдманова је сматрала да је злочин природан резултат неправедног економског система, а у свом есеју „Затвори: друштвени злочин и неуспех“, она је слободно цитирала о затворима ауторе из 19. века Фјодора Достојевског и Оскара Вајлда, и написала:
Из године у годину капије затворског пакла враћају у свет изнурену, деформисану, безвољну, бродоломну посаду човечанства, са Кајиновим жигом на челима, сломљеним надама, свим њиховим природним склоностима осујећеним. Без ичега осим глади и нехуманости да их поздраве, ове жртве ускоро поново тону у злочин као једину могућност постојања.
Голдманова је била посвећена противница рата и посебно се противила војној обавези, сматрајући је једном од најгорих облика принуде у држави, и била је један од оснивача Без-регрутационе лиге због чега је на крају ухапшена и затворена 1917. пре депортације 1919. године.
Голдманова је била рутински праћена, хапшена и затварана због свог говора и организовања активности подршке радницима и разних штрајкова, приступа контроли рађања и противљења Првом светском рату. Као резултат тога, постала је активна у покрету слободе говора почетком 20. века, видећи слободу изражавања као фундаменталну неопходност за постизање друштвених промена. Њено отворено залагање за своје идеале, упркос упорним хапшењима, инспирисало је Роџера Болдвина, једног од оснивача Америчке уније за грађанске слободе. Голдманова и Рајтманова искуства са будношћу у борби за слободу говора у Сан Дијегу 1912. је пример њихове истрајности у борби за слободу говора упркос ризику за своју безбедност.

### Феминизам и сексуалност
Иако је била непријатељски расположена према суфрагистичким циљевима феминизма првог таласа, Голдманова се страствено залагала за права жена, и данас се сматра оснивачем анархофеминизма, који оспорава патријархат као хијерархију којој се треба одупрети поред државне моћи и класних подела. Године 1897, написала је: „Захтевам независност жене, њено право да се издржава; да живи за себе; да воли кога хоће, или колико хоће. Захтевам слободу за оба пола, слободу деловања, слободу у љубави и слободи у материнству“.
По образовању медицинска сестра, Голдманова је била рани заговорник образовања жена о контрацепцији. Као и многе феминисткиње свог времена, она је видела абортус као трагичну последицу друштвених услова, а контролу рађања као позитивну алтернативу. Голдманова је такође била заговорник слободне љубави и снажан критичар брака. Она је видела ране феминисткиње као ограничене у свом опсегу и спутане друштвеним снагама пуританизма и капитализма. Она је написала: „Потребан нам је несметан раст из старих традиција и навика. Покрет за еманципацију жена је до сада направио само први корак у том правцу.“
Голдманова је такође био отворени критичар предрасуда према хомосексуалним и трансродним особама. Њено уверење да социјално ослобођење треба да се прошири на геј мушкарце и лезбејке било је практично незапамћено у то време, чак и међу анархистима. Како је немачки сексолог Магнус Хиршфелд написао, „она је била прва и једина жена, заиста прва и једина Американка, која је стала у одбрану хомосексуалне љубави пред општом јавношћу.“ У бројним говорима и писмима бранила је право геј мушкараца и лезбејки да воле како желе, и осуђивала је страх и стигму повезане са хомосексуалношћу. Као што је Голдманова написао у писму Хиршфелду: „Осећам да је трагедија да су људи другачијег сексуалног типа ухваћени у свету који показује тако мало разумевања за хомосексуалце и који је тако грубо индиферентан према различитим градацијама и варијацијама пола и њиховог великог значаја у животу.“

### Атеизам
Посвећени атеиста, Голдманова је на религију гледала као на још један инструмент контроле и доминације. Њен есеј „Филозофија атеизма“ опширно је цитирао Бакуњина о тој теми и додао:
Свесно или несвесно, већина теиста види у боговима и ђаволима, небу и паклу, награду и казну, бич којим ће људе присилити у послушност, кротост и задовољство... Филозофија атеизма изражава ширење и раст људског ума. Филозофија теизма, ако је можемо назвати филозофијом, је статична и фиксирана.
У есејима као што су „Лицемерје пуританизма“ и говору под насловом „Неуспех хришћанства“, Голдманова је направила више од неколицине непријатеља међу верским заједницама нападајући њихове моралистичке ставове и напоре да контролишу људско понашање. Она је окривила хришћанство за „одржавање робовласничког друштва”, тврдећи да оно диктира поступке појединаца на Земљи и нуди сиромашним људима лажно обећање о богатој будућности на небу.